# Tacuato (Venezuela)
Pour les articles homonymes, voir Tacuato.
Tacuato est la ville principale de la paroisse civile de Tacuato de la municipalité de Carirubana de l'État de Falcón au Venezuela.